# Aerobryopsis pseudocapensis
Aerobryopsis pseudocapensis là một loài Rêu trong họ Meteoriaceae. Loài này được (Ångström) M. Fleisch. miêu tả khoa học đầu tiên năm 1905.